# Navia de Suarna
Navia de Suarna – miasto w Hiszpanii we wschodniej Galicji w prowincji Lugo. Miasto leży w bezpośrednim sąsiedztwie regionu Asturia.